# Hope (diamant)

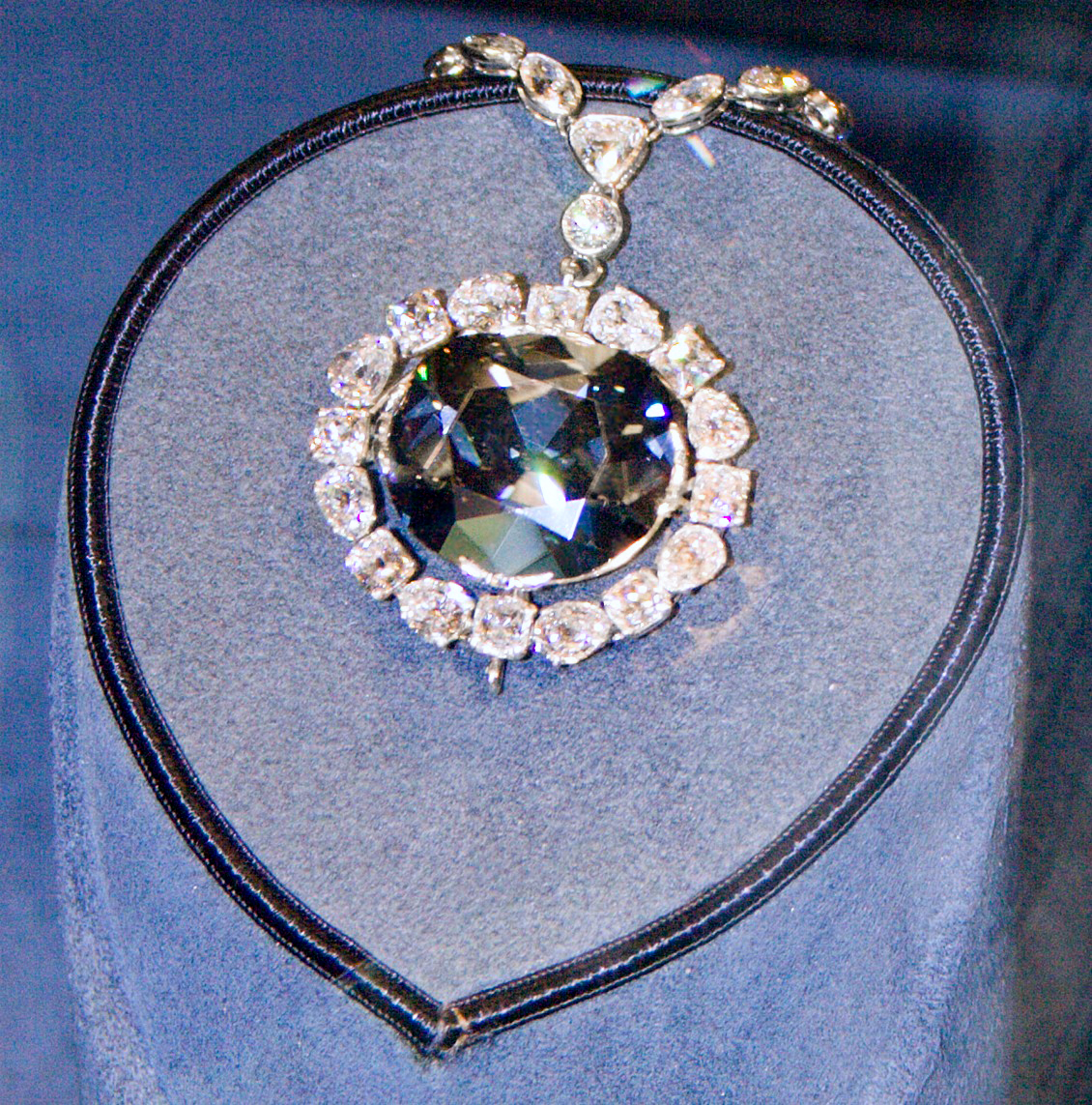
Diamant Hope ve Smithsonově institutu, Washington

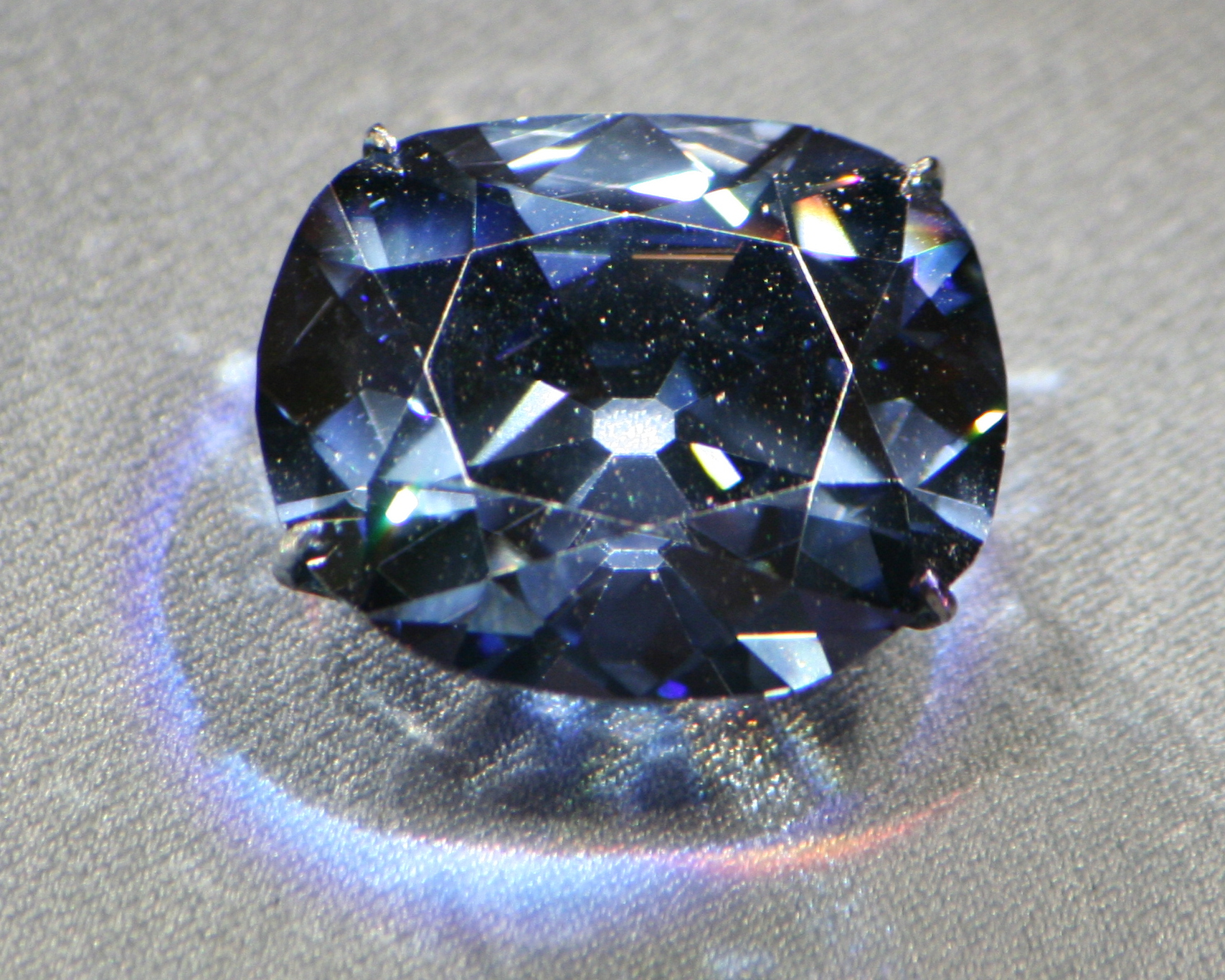
Detail

Hope je nejčastější název pro diamant typu IIb, opředený četnými legendami, který je umístěn v Smithsonově institutu ve Washingtonu. Pro své mimořádné kvality, velikost a původ je řazen k tzv. golkondským diamantům.

## Popis
Jeho finanční hodnota se odhaduje na 250 milionů dolarů. Rozměry: délka 25,6 mm, šířka 21,78 mm, tloušťka 12 mm; má polštářový antik briliant brus s facetami po obvodu a na pavilónu ze spodní strany. Váží 45,52 karátu (přes devět gramů). Jeho vysokou čistotu gemologové označují symboly VS1, což znamená bez vnitřních poruch. Jeho barva je označovaná jako šedomodrá Díky obsahu boru má neobvykle syté modrofialové zbarvení, které je typické spíše pro safíry. Před rokem 1958 byl kámen zafasován do rámečku a tvoří tak dosud přívěsek náhrdelníku. Rámeček lemuje 16 menších bílých diamantů se starými brusy polštářového a hruškového tvaru, do oček závěsného řetězu je vloženo dalších 45 bílých diamantů s briliantovým brusem.

## Historie

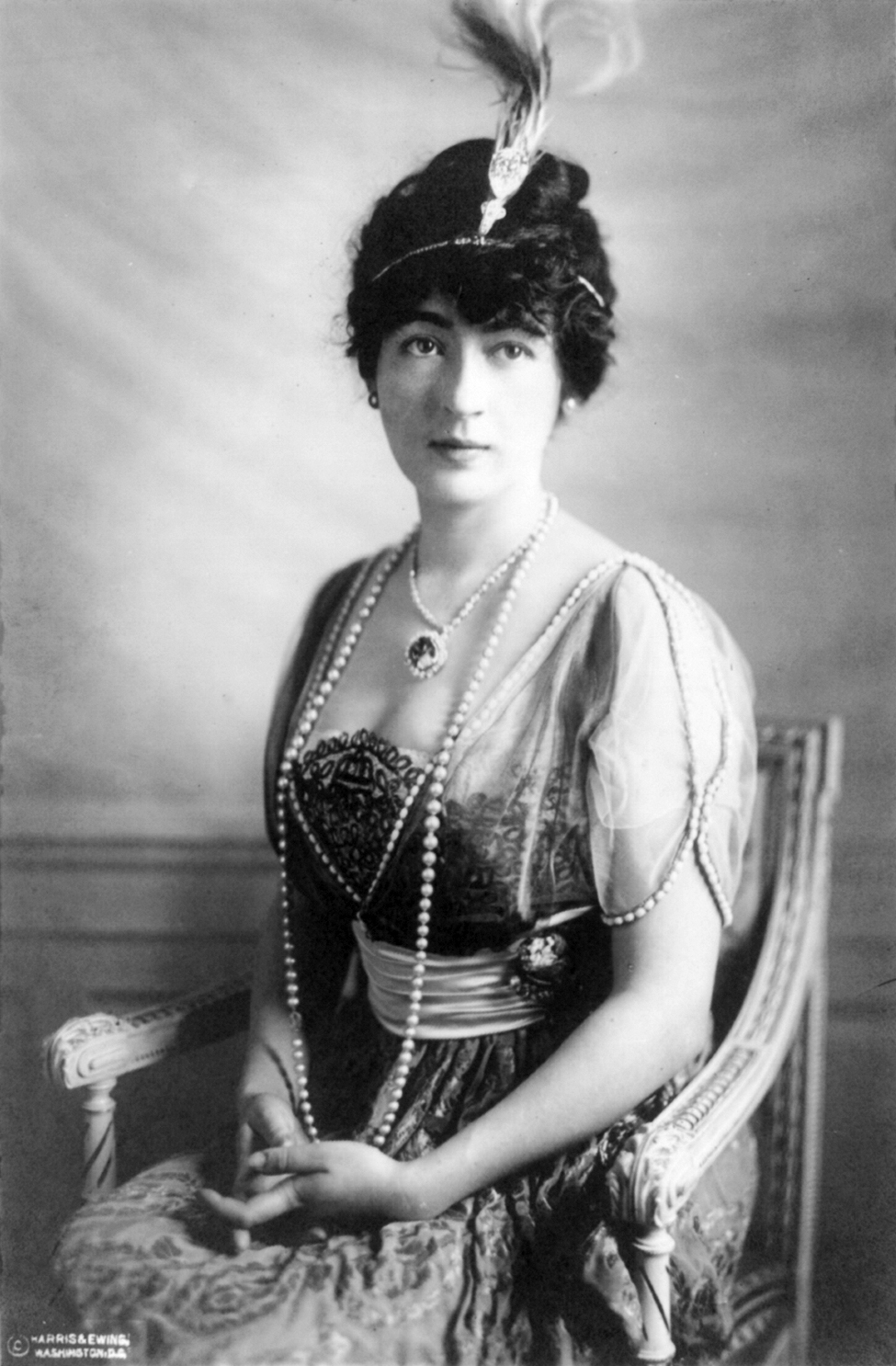
Evalyn Walsh McLeanová s diamantovým náhrdelníkem v roce 1914

Prvním doloženým majitelem drahokamu byl francouzský cestovatel a obchodník Jean-Baptiste Tavernier, který jej popsal a nakreslil v původním stavu i po vybroušení ve 4. dílu své cestopisné knihy Six voyages...z roku 1671. Podle něj pochází z dolu Kollur v indickém Ándhrapradéši, v tehdejším sultanátu Golkonda. Tavernier po Asii cestoval jako prospektor drahokamů a diamant Hope přivezl do Evropy v roce 1653. Roku 1668 jej prodal králi Ludvíkovi XIV. za 147 kg zlata a šlechtický titul. Diamant, který byl nazýván Tavernier Bleu (Tavernierův modrý) nebo Le bleu de France (francouzský modrý), původně vážil okolo 115 karátů, jeho hmotnost snížila řada pozdějších výbrusů. Byl zasazen do náhrdelníku s řádem zlatého rouna, který tvořil součást francouzských korunovačních klenotů. Za velké francouzské revoluce byl diamant roku 1792 ukraden a našel se až roku 1812 u londýnského obchodníka Daniela Eliasona. Pak vystřídal řadu majitelů. V roce 1839 jej koupil bankéř Thomas Hope, podle něhož dostal jméno (slovo „hope“ navíc znamená v angličtině „naděje“). Hope také dal kámen adjustovat. Poslední nositelkou náhrdelníku byla v desátých až čtyřicátých letech 20. století paní Evalyn Walsh McLeanová (1886-1947). Posledním soukromým vlastníkem byl sběratel Harry Winston, který klenot roku 1958 věnoval Smithsonově institutu, což je národní přírodovědné muzeum se sídlem ve Washingtonu. Od té doby je tam klenot vystaven.

## Pověry a příběhy
S deseti majiteli diamantu Hope jsou spojeny tragédie. Z nich vznikla pověra, že to je diamant, který svým majitelům přináší prokletí. Tak již druhá majitelka, francouzská královna Marie Antoinetta byla popravena, její dvorní dáma Marie Luisa de Lamballe, byla brutálně zavražděna. Nizozemského klenotníka Wilhelma False, který diamant přebrousil, zavraždil vlastní syn a na to spáchal sebevraždu. Řecký obchodník Simon Maoncharides poté, co diamant koupil, při autonehodě zabil sebe, svou manželku i dítě. Lord Francis Pelham-Clinton-Hope zkrachoval a přišel o všechen majetek, turecký sultán Abdulhamid I. byl svržen z trůnu. Mediální magnát Edward Beale McLean utekl s milenkou, ale brzy na to byl stižen duševní chorobou. Jeho manželku Evalynu McLeanovou nejdříve autonehoda připravila o syna, pak zemřela i dcera na předávkování drogami. Tuto populární legendu zpropagovala filmová série The Hope Diamond Mystery z roku 1921, jejíž tvůrci však byli později usvědčeni z řady faktických nepřesností.
Příběhem diamantu Hope byli inspirováni tvůrci filmu Titanic, v němž se objevuje fiktivní modrý drahokam Heart of the Ocean.